# Lucrezia Lorenzi
Lucrezia Lorenzi (Torino, 6 maggio 1998) è una sciatrice alpina italiana.

## Biografia
Slalomista pura originaria di Valgioie (la famiglia si trasferì a Sestriere per permettere alle figlie, ancora piccolissime, di praticare lo sci) e sorella di Matilde, a sua volta sciatrice alpina, Lucrezia Lorenzi è attiva dal dicembre del 2014; in Coppa Europa ha esordito il 6 gennaio 2016 a Zinal, senza completare la prova, e ha conquistato il primo podio il 29 novembre 2022 a Mayrhofen (2ª). Ha esordito in Coppa del Mondo l'11 dicembre 2022 a Sestriere (28ª); non ha partecipato a rassegne olimpiche o iridate.

## Palmarès

### Coppa del Mondo
- Miglior piazzamento in classifica generale: 112ª nel 2024

### Coppa Europa
- Miglior piazzamento in classifica generale: 33ª nel 2017
- 1 podio:
  - 1 secondo posto

### Australia New Zealand Cup
- Miglior piazzamento in classifica generale: 9ª nel 2025
- 1 podio:
  - 1 secondo posto

### Campionati italiani
- 2 medaglie:
  - 2 argenti (slalom speciale nel 2022; slalom speciale nel 2023)